# Császárfürdői vasúti baleset
A buda–császárfürdői vasúti baleset 1952. december 26-án reggel 6 óra 39 perckor történt helytelen váltóállítás miatt. A mára megszűnt Buda-Császárfürdő vasútállomáson ütközött az esztergomi személyvonat MÁV 324 sorozatú gőzmozdonya és a Budapesti helyiérdekű vasút 110-es sorozatú mozdonya. A balesetnek 26 halálos áldozata és 59 sérültje volt. Az eset fő felelősének kimondott váltóőrt büntetésül statáriális gyorsasággal kivégezték, rajta kívül több érintettet őrizetbe vettek, az ő büntetésükről azonban nincs biztos adat. Néhány további vasúti dolgozót elbocsátottak a munkahelyéről, illetve fizetésmegvonással sújtottak.

## A baleset előzményei
1952-ben az Újpesti vasúti híd még nem volt helyreállítva. A vonatok ott nem közlekedtek, ezért az esztergomi vonatokat az azóta már megszűnt (személyforgalomra akkor is csak ideiglenesen berendezett) Buda-Császárfürdő állomásra terelték. Az év december 17-én a Minisztertanács a karácsonyt egynapos ünneppé kurtította, így a baleset napján, december 26-án munkanapi menetrend volt érvényben.
A balesetvizsgálat és az ügyben lefolytatott bírósági eljárás során megállapított tényállás szerint (amelyet azóta koncepciós eljárásnak minősítettek) az esztergomi személyvonat aznap 6.27 órakor érkezett az állomás I. számú vágányára. Ezután a gőzmozdonyt lekapcsolták, majd körüljárásra kihúzták a II. számú vágányon keresztül a Margit híd felé. Irányt váltva és a 11. számú váltó mellett elhaladva, a saját szerelvénye mellett körüljárva a vonat másik végére állt, és várt, hogy 6.42 órakor újra Esztergomba indulhasson. Miután a körüljárás befejeződött, a váltóőr a 11. számú váltót helyesen egyenes irányba állította, és meggyőződött arról, hogy a vonat a biztonsági határjelzőn belül áll-e, majd a 324-es sorozatú mozdony személyzetével beszélgetett.
Ezután váltóellenőrzés céljából odament a 11. számú váltóhoz, és vélhetőleg ekkor állította azt kitérő terelési irányba. Ekkor a 7. számú váltó mellé időtakarékossági célból telepített telefonon keresztül jelentette a forgalmi szolgálattevőnek, hogy a vágány- és váltóellenőrzés megtörtént, a MÁV gépe a tolatási mozgást befejezte, és megvan a biztonsági határ is. Mivel az I. számú őrhelyére nem ment be (éppen a 11. és a 7. számú váltók, illetve az őrhely közötti 120 méteres távolság miatt telepítették az ideiglenes telefont is), ezért nem egyeztette a kezében lévő váltózárkulcsokat sem a lezárási táblázattal.
Megjegyzendő, hogy amikor a Fővárosi Bíróság a rendszerváltást követően, 1995-ben perújrafelvétel keretében újravizsgálta a baleset körülményeit, azt állapította meg, hogy az előbb ismertetett előzmények egyáltalán nem történhettek úgy, ahogyan azt az esetet követő, azonnal megindított eljárásban tényállásként rögzítették.

## A baleset
A váltókezelő jelentése alapján a forgalmi szolgálattevő engedélyezte, hogy a Szentendre felől érkező BHÉV szerelvény részére a bejárati alakjelzőt továbbhaladást engedélyező állásba állítsák. A BHÉV-szerelvénynek a jelző késői kezelése miatt meg kellett állnia a bejárati jelző előtt. Miután az szabad jelzésre váltott, a BHÉV mozdonyvezetője gyorsítani kezdett, majd kb. 30–35 km/óra sebességgel haladt be az állomásra. A helytelenül álló váltót az íves pályarészen, a napszaknak megfelelő, gyenge fényviszonyok közt – amiket a sűrű köd még tovább rontott – mindössze kb. 50 méterrel a váltó előtt vette észre, ekkor gyorsfékezést alkalmazott, de az ütközést már nem tudta elkerülni.
Az ütközés következtében a BHÉV-szerelvény több kocsija teljesen összezúzódott, a bennük utazók közül 26 fő a helyszínen életét vesztette (a később, kórházban elhunytak számáról nincs adat), további 59 fő különböző fokú sérüléseket szenvedett; a keletkezett anyagi kár összegét 311 754 forintban állapították meg. Az összeroncsolódott kocsik és a mentési munkálatokat végzők az állomás két átmenő vágányát is elzárták, ezért a teljes pályazárat kellett elrendelni a pálya 14.43-as felszabadulásáig, így addig autóbuszok, illetve a Filatorigát állomástól letolt szerelvények szállították az utasokat.

## A baleset büntetőjogi következményei
A tragikus baleset kivizsgálásához azonnal hozzákezdtek a vasút és a rendőrség illetékesei, de az akkor bevett szokások szerint a vizsgálatba bekapcsolódtak az Államvédelmi Hatóság munkatársai is. Eljárásuk gyorsaságára jellemző, hogy a váltókezelőt, az állomásfőnököt és forgalmi szolgálattevőt sem a vasúti balesetvizsgáló bizottság, sem a fegyelmi bíróság nem tudta jegyzőkönyvileg kihallgatni, mert őket a hatóság őrizetbe vette és a helyszínről elszállította.
A MÁV által lefolytatott balesetvizsgálat több embert is hibáztatott az eset bekövetkezéséért, első helyen Molnár Imre váltókezelő felelősségét állapította meg, mivel nem tartotta meg a kötelezően előírt vágány- és vágányút-ellenőrzést. 
A vizsgálatban részt vevő ÁVH a váltókezelőt szabotázzsal gyanúsította, mivel ebben az évben május elsejét kétnapos ünneppé, karácsony másnapját pedig cserében munkanappá nyilvánították, a Magyar Közlönyben december 17-én közzétett döntés pedig nyilván nem nyerte el mindenki tetszését.
Az Államvédelmi Hatóság szerint ezellen való tiltakozásul a váltóőr szándékosan állította a váltót kitérő haladási irányba, és ezzel szándékosan idézte elő a balesetet.
A rögtönítélő bíróság a váltóőrt halálra ítélte. Az ítéletet még a bírósági elítélés estéjén, december 27-én végre is hajtották.
A rögtönítélő "bíróság" döntését 1995-ben hatályon kívül helyezték, Molnár Imrét posztumusz felmentették.

## Perújítás, a baleset utóélete
Az ügyet a Fővárosi Bíróság több évtizedes elhallgatás után, perújítási kérelem alapján újratárgyalta, és 1995. június 26-án kihirdetett ítéletében kimondta, hogy a baleset a korábbi tényállás szerinti módon, a rendelkezésre álló idő szűkössége miatt nem történhetett meg. A bíróság azt valószínűsítette, hogy a gépnek az I. számú vágányra történő betolása után a váltókezelő nem állította egyenesbe a 11. számú váltót, hanem a mozdonyt kísérve azt figyelte, van-e határ a mozgás után; a forgalmi szolgálattevő pedig eközben ellenőrzés nélkül állította szabadra a védőjelzőt, így ütközhetett az érkező BHÉV-szerelvény az álló vonatnak, a tolatás után még kitérőben álló váltón áthaladva.
Azt a bíróság már nem tudta megállapítani, hogy pontosan kinek a hibájából következett be be a baleset, de kimondta, hogy a váltóőr esetében a szándékosságot semmilyen körülmény nem támasztja alá, illetve ma már a gondatlan magatartása sem bizonyítható. Így a bíróság Molnár Imrét, több mint 42 évvel az ítélet végrehajtása után, jogerősen felmentette az ellene emelt vádak alól.
Feltételezhető egyébként, hogy a váltókezelő enyhébb büntetést kapott volna, ha a baleset bármely más napon következett volna be. Bő fél évvel korábban, 1952. június 4-én ugyanis nagyon hasonló baleset történt Rákos állomáson, amely szintén közfeltűnést keltett, 23 halálos áldozattal és 122 fő sebesülésével járt, és az oka szintén hibás váltóállítás volt. Az ott megvádolt váltókezelőt ugyan szintén halálra ítélték, de kegyelmet kapott, és végül néhány év börtönnel megúszta az esetet.